# Gonomyia (Leiponeura) ornatipes
Gonomyia (Leiponeura) ornatipes is een tweevleugelige uit de familie steltmuggen (Limoniidae). De soort komt voor in het Afrotropisch en Oriëntaals gebied.